# Cupido ida
Cupido ida är en fjärilsart som beskrevs av Gr.-gr. Cupido ida ingår i släktet Cupido och familjen juvelvingar. Inga underarter finns listade i Catalogue of Life.